# Bohicon
Bohicon est une commune du Bénin située dans le département du Zou, au sud du pays, à environ 9 km d'Abomey, la capitale historique du pays.

## Situation physique et climatique
La commune de Bohicon jouit d'un climat subéquatorial de transition, caractérisé par deux saisons de pluies (avril à juin et septembre à novembre) et deux saisons sèches (juillet à août et décembre à mars). La hauteur des pluies atteint en moyenne 1,025 mm par an. Leur maximum se situe entre juin et octobre. Cette période humide et pluvieuse se caractérise par des précipitations assez bien réparties. La pluviométrie y est largement excédentaire (parfois 349 mm en 12 jours). Le mois le plus frais de l'année est le mois d'août. La température varie entre 25 °C et 32 °C. C'est la période favorable aux maladies liées à l'environnement telles que le paludisme, la diarrhée. Par contre, le minimum des hauteurs de pluie se situe entre janvier et mars. Cette période, chaude et ensoleillée, est caractérisée par une pluviométrie presque nulle: 5 mm de pluie en quatre mois, parfois. Le mois le plus chaud est février ou mars. La température monte à plus de 34 °C. C'est la période des maladies infectieuses telles que la varicelle et la tuberculose.
Les formations végétales constituent également une variable très importante de l'environnement. De type équato-soudanien, la végétation est formée d'arbres à feuilles coriaces, vermissantes qui résistent à la chaleur. Au début de la saison sèche, les herbacées se dessèchent, tandis que certains ligneux se couvrent de feuilles et fleurissent. Le couvert végétal abrite une faune variée composée de mammifères, mais l'action de l'homme (incendie, pâturage, agriculture, etc.) y a provoqué de profonds bouleversements, notamment dans la répartition des espèces et l'évolution des écosystèmes, laissant place à une « végétation humanisée » de savane arbustive parsemée de palmiers et d'arbustes variés.
On distingue plusieurs strates, à savoir :
une strate arborescente dominée par Daniellia oliveri (arbre à vernis) et Parkia biglobosa (néré),
une strate arbustive constituée de Pericopsis laxiflora, de Vitex doniana (graine bouchon dont le fruit est le prune noir), d'une strate herbacée constituée d'Annona senegalensis (pomme-cannelle).
Le sol est formé de terre de barre et apparaît comme le résultat d'une altération intense et profonde. Il est constitué d'un vaste plateau argilo-sableux homogène. Très cultivé, le sol est sensible à l'érosion, avec des impacts négatifs sur les agriculteurs.

## Histoire
Bohicon est une ville récente. Son développement date du début du XXe siècle. Le développement des activités commerciales autour de la gare ferroviaire et du marché central de Bohicon ont favorisé la naissance de la ville.
D'abord arrondissement d'Allahé rattaché à l'ancienne sous-préfecture d'Abomey, elle fut baptisée sous-préfecture de Bohicon en 1973, puis district urbain de Bohicon avec la réforme administrative de 1974. Elle devient commune de Bohicon à l'avènement de la décentralisation au Bénin en 2003. Le tout premier maire élu à la tête de cette commune, à la suite des élections municipales de 2003, est feu Paulin Tomanaga. La commune de Bohicon est dirigée depuis 2008 par un conseil communal de 25 membres dirigé par le maire Luc Sètondji Atropko. Au départ premier adjoint au tout-premier maire, ce dernier est arrivé à la tête de la commune à la suite de l'élection de Paulin Tomanaga comme député aux Élections législatives béninoises de 2007.

## Société

### Population
Lors du recensement de 2013 (RGPH-4), la commune comptait 171 781 habitants.

### Santé
Concernant la psychiatrie, l'Association Saint Camille de Lellis est présente à Bohicon et y a un centre spécialisé en psychiatrie communautaire.

## Localisation
La ville de Bohicon est devenue le principal centre commercial dans le département du Zou dont elle dépend. Elle est un pôle de transit pour les transporteurs entre le Port autonome de Cotonou et le nord du Bénin, voire les pays de l’inter land ; la construction d’un parking de transit pour gros porteurs en est une illustration. La ville revendique la quatrième place en termes d'importance économique et de contribution à l'alimentation des ressources financières du Bénin.
Dans le sud-ouest du département du Zou à 130 km de Cotonou, Bohicon se situe entre 6°55 et 7°08 de latitude Nord, 1°58 et 2°24 de longitude Est. Elle a une superficie de 139 km2 et elle est limitée :
- Au nord par la commune de Djidja,
- Au sud par la commune de Zogbodomey,
- À l'est par la commune de Za-Kpota et
- À l'ouest part les communes d'Abomey et d'Agbangnizoun[4].

|        | Djidja     |          |
| Abomey | Bohicon    | Za-Kpota |
|        | Zogbodomey |          |

## Administration territoriale
Devenue commune de Bohicon à l'avènement de la décentralisation au Bénin en 2003, la ville compte dix arrondissements :
- 1er arrondissement ou Bohicon I avec comme quartiers: Agbadjagon, Agbangon, Agbanwémè, Ahouamè, Djognangbo, Hèzonho, Kpatalokoli, Sèhouèho-Houndonho (en voie de scission) et Sèmè.
- 2e arrondissement ou Bohicon II dont les quartiers sont: Adamè-Ahito, Ahouamè-Ahito, Agonvèzoun, Gankon, Gbangnikon, Honmèho, Kpokon et Sogba.
- Agongointo regroupant les quartiers : Fléli, Mananboè, Zakanmè et Zoungoudo.
- Avogbanna dont l'étendue territoriale couvre les quartiers : Adamè, Agbokou, Gbèto, Zoungoudo et Zounzonmè.
- Gnidjazoun avec deux quartiers : Adamè-Adato, Gnidjazoun.
- Lissèzoun qui regroupe trois quartiers : Dakpa, Houndon et Lissèzoun.
- Ouassaho dont les quartiers sont : Ahouali, Attogouin, Ouassaho, Volly, Wangnansa et Zounzonsa.
- Passagon avec comme quartiers : Djohounta, Hélou, Lotcho, Passagon et Sokpadèli.
- Saclo	regroupant Atchonmè et Saclo comme quartiers.
- Sodohomè dont les quartiers sont : Edjègbèmègon, Lokozoun, Madjè, Sodohomè, Todo, Vèhou et Zounkpa.

## Vie économique
Marché

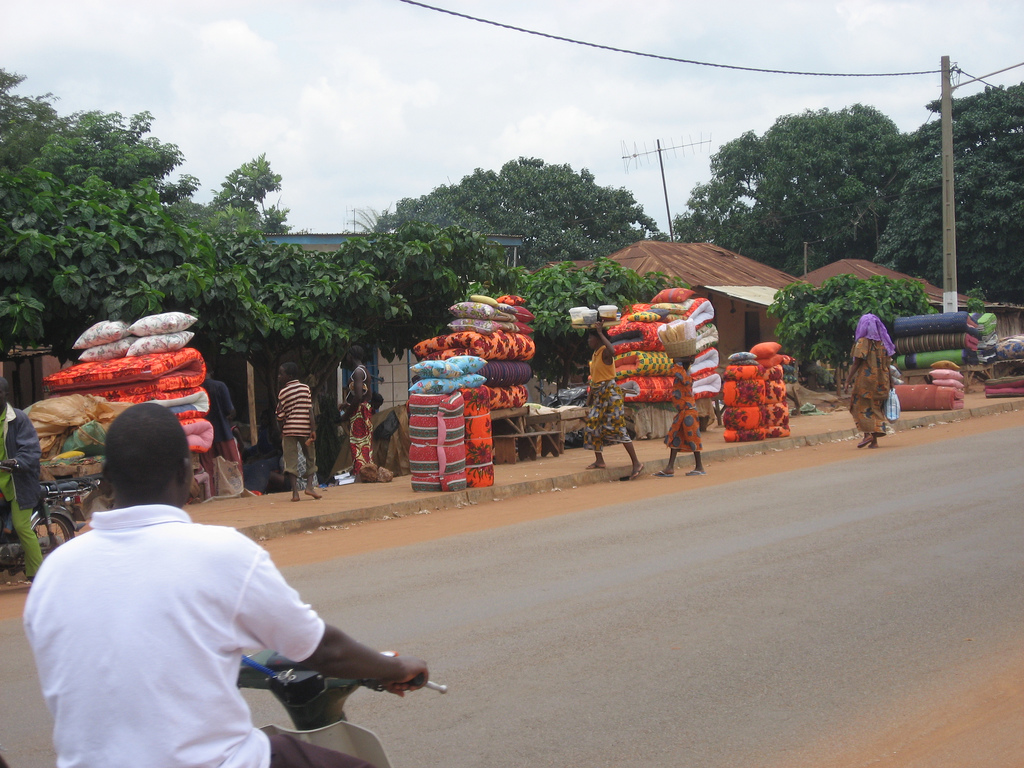
Échoppes à Bohicon.

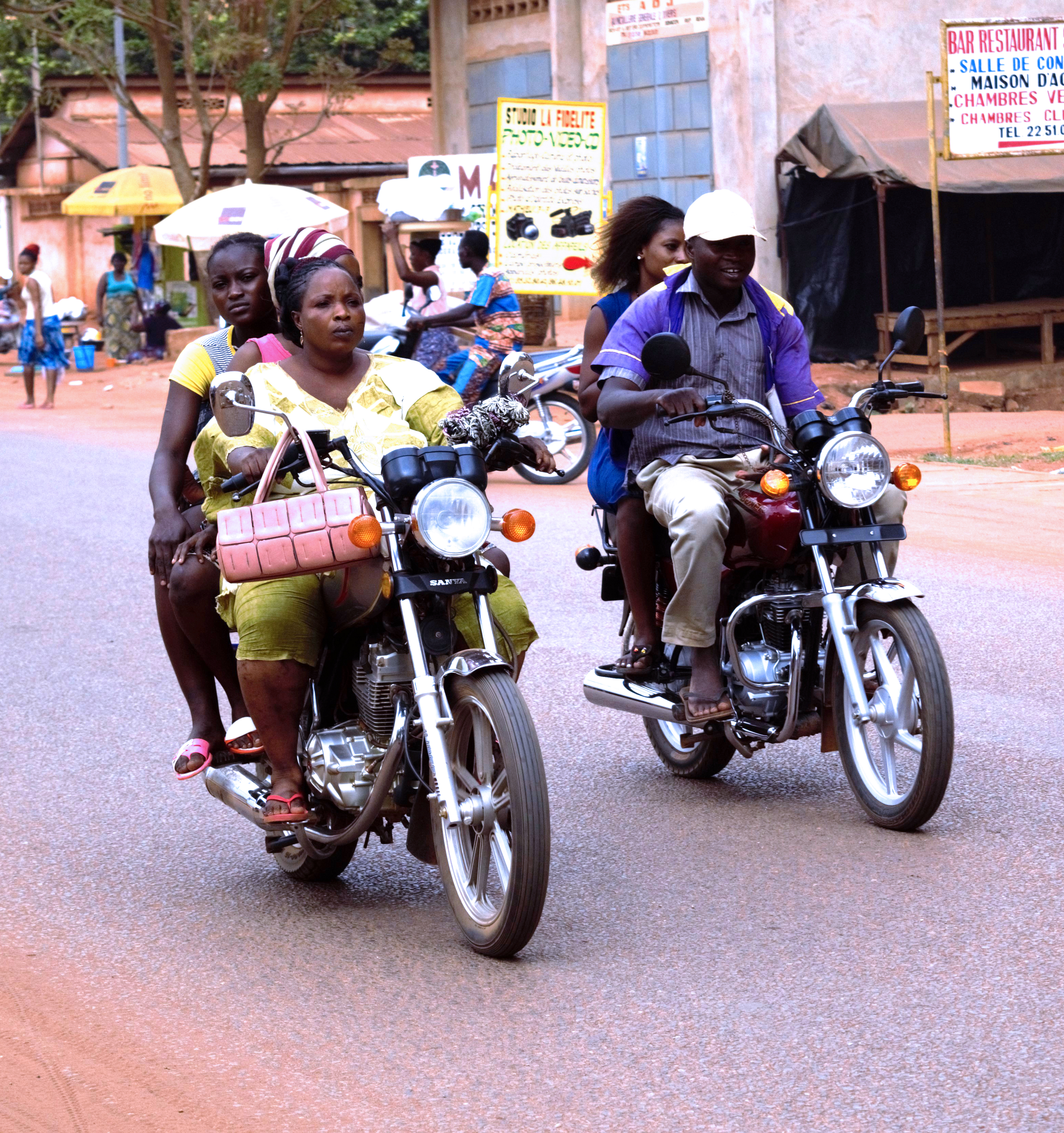
Motocyclettes à Bohicon.

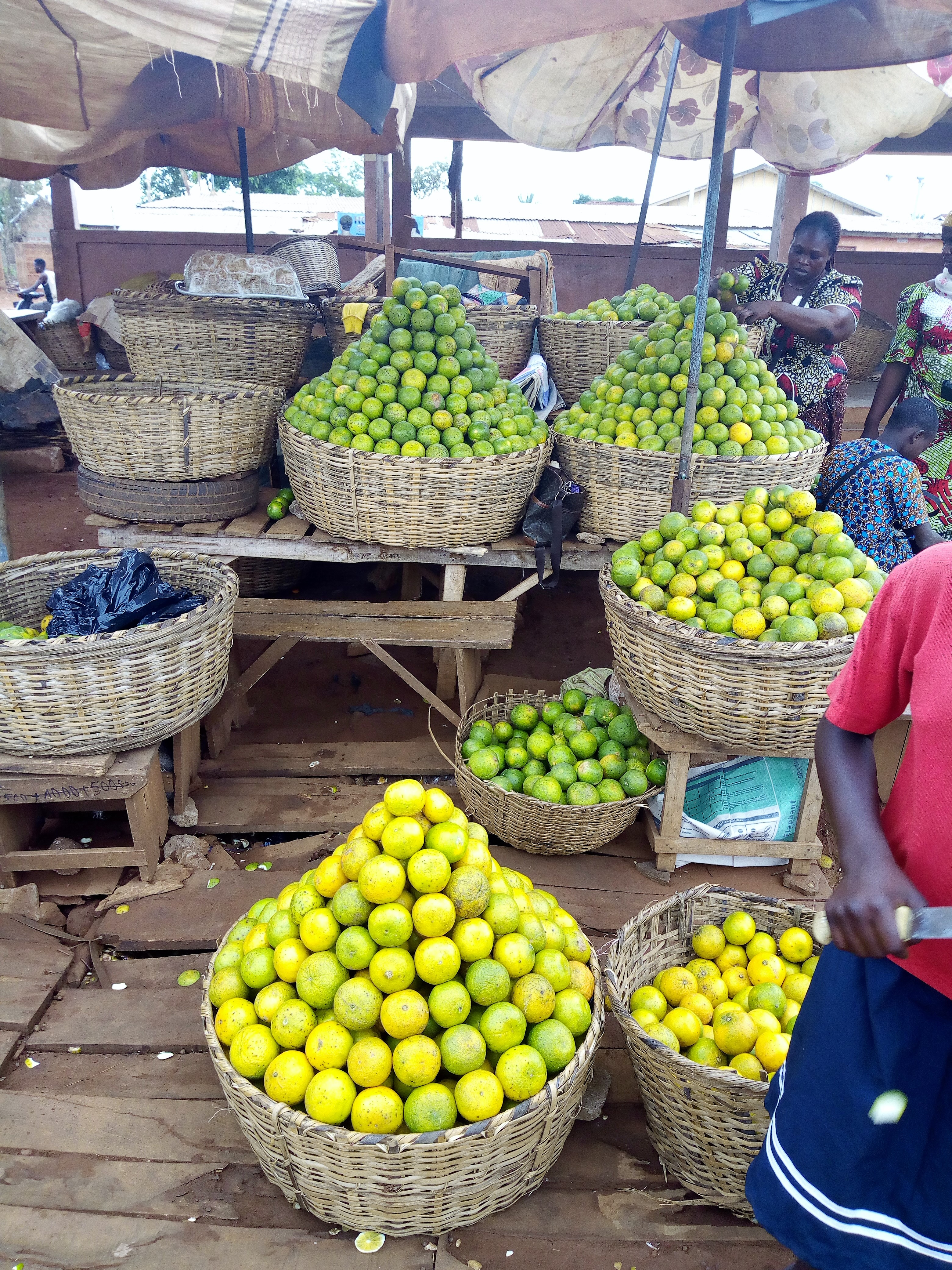
Étalage d'orange.

Bohicon dispose d'un marché qui s'anime tous les cinq jours. On y retrouve plusieurs produits agricoles  et des produits typiquement identitaires tels que le lio (une pâte faite à base du maïs) et l'afitin (une moutarde faite à base de néré ou Parkia biglobosa).
Le marché propose également des produits dérivés des animaux notamment, les différents organes(peaux, os, fourrures) ou l'animal entièrement empaillé. 

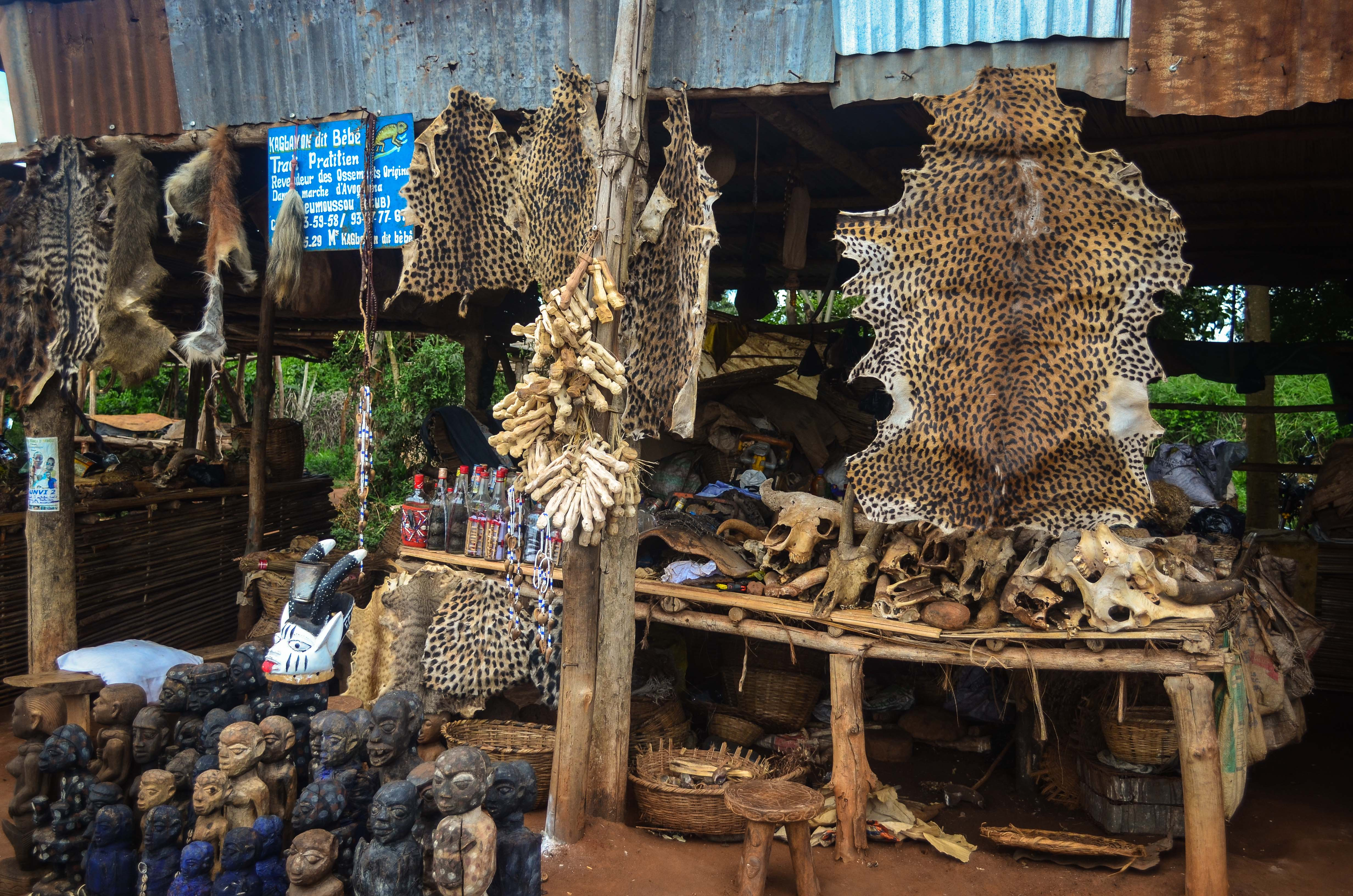
Peaux d'animaux
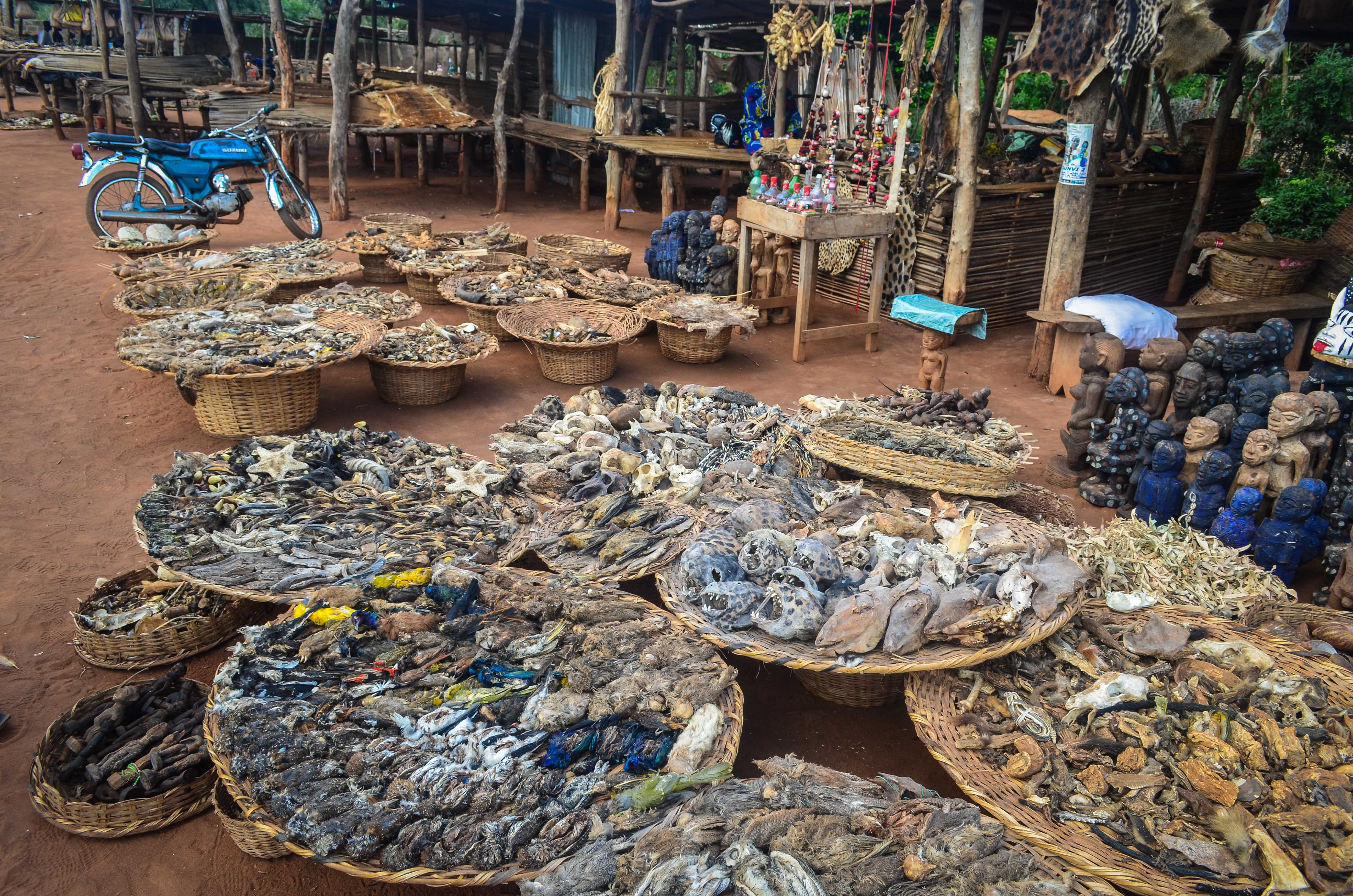
Produits dérivés
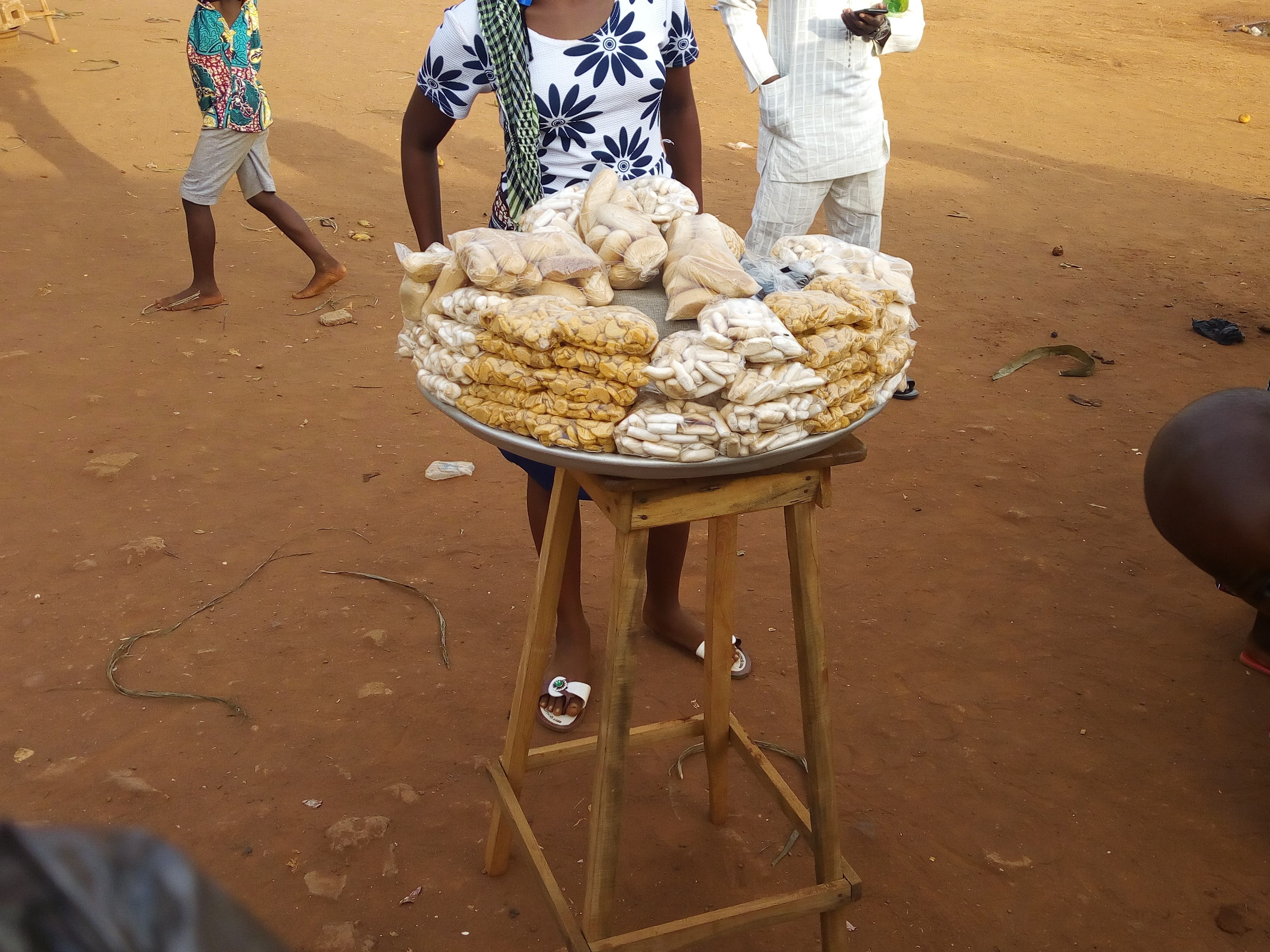
Vendeuse de biscuits

Structure financière
Au service de l'administration publique jusqu'à la fin des années 1990, la structure financière de la ville repose fondamentalement sur les banques et les institutions de micro-finance. Depuis le renouveau démocratique, le développement du tissu économique de Bohicon a suscité un grand intérêt pour le secteur financier béninois. La majorité des banques du pays y ont ouvert des agences, comblant ainsi le vide engendré par la disparition de la Banque commerciale du Bénin (BCB) vers la fin des années 1980. Aujourd'hui, on y dénombre près d'une dizaine d'agences de banque. Au rang des structures de micro-finance : PAPME, PADME, CPEC et la CLCAM auxquels s'ajoute un nombre important de petites institutions qui ont pour vocation de distribuer certaines formes de crédit d'accès aisé à la population en général.

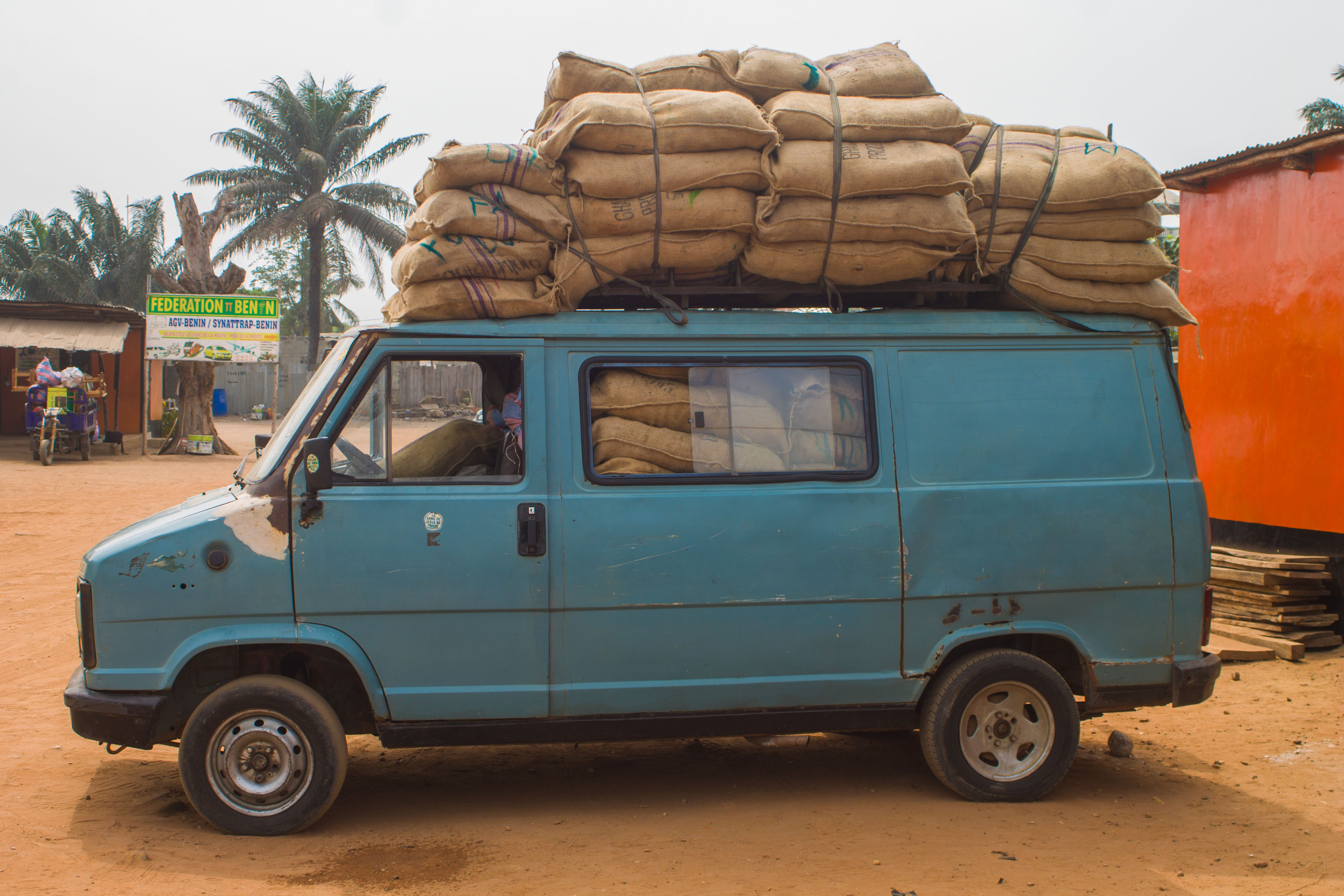
Parc de chargement des marchandises.

## Lieux publics
Écoles secondaires :
- 8 collèges d'enseignement général
- Lycée Technique de Bohicon [LYTEB]
- Collège Monseigneur Steinmetz sous tutelle des Frères des Écoles chrétiennes
- Centre des jeunes et de loisirs
- Stade Paulin Tomanaga (où joue l' AS Tonnerre de Bohicon).
- Hôtel de ville de Bohicon

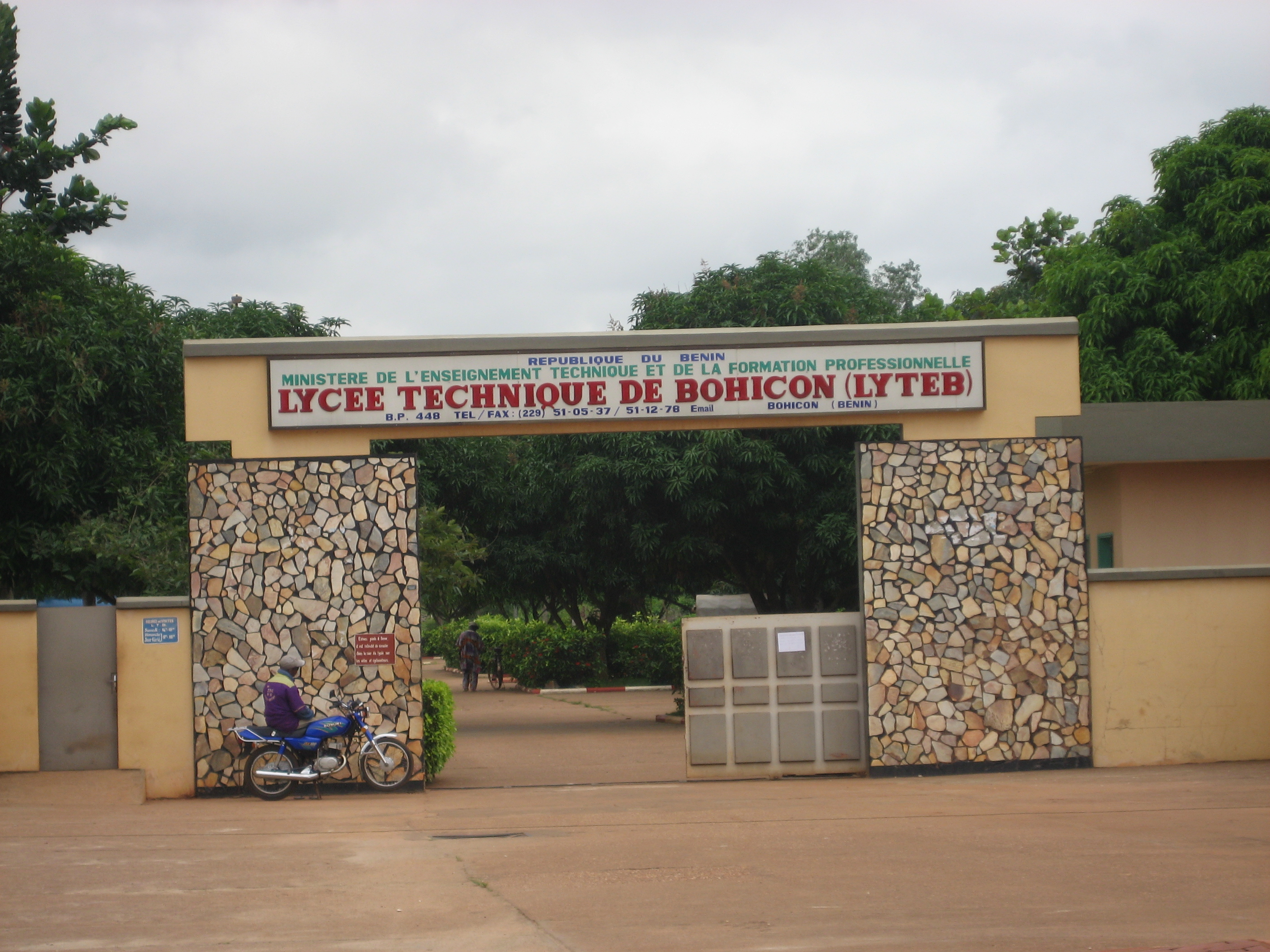
Lycée
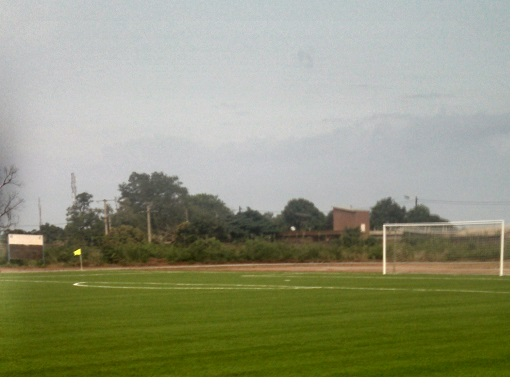
Stade Tomanaga Paulin de Bohicon.

## Tourisme

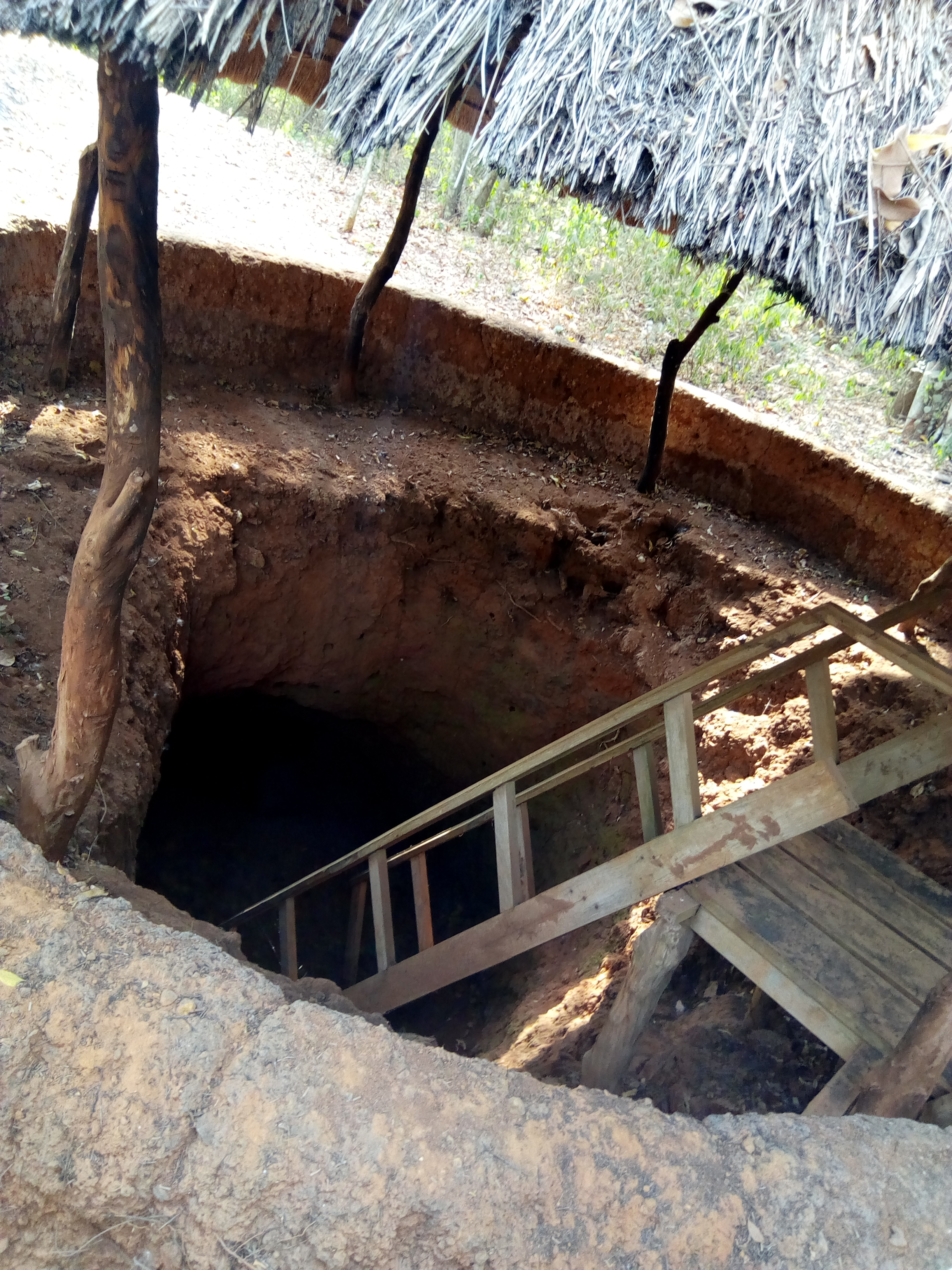
Un refuge au village souterrain.

- Le village souterrain d'Agongointo-Zoungoudo. C'est une des reliques de l'histoire de la royauté d'Abomey remise en valeur par le Conseil municipal de la ville qui l'abrite[3].
- Le palais royal de gangnihessou à houawé zounzonsa.
- le palais royal de dakodonou à houawé zounzonsa.
- les palais royaux de zanvo à houawé agonvezoun; de soglo à houawé soglogon.
- Maisons précurseures du fossoyage sous l'initiative du feu AVOMATO affodogbedji chargé de l'enterrement des civils  et son fils koya chargé des rois,princes, amazones et guerriers dans le danhomey depuis l’avènement des zanvo premiers,de houegbadja( maisons situeés à houawé sogba).
- zoo touristique chez papa dako wegbe nestor.
- Atélier familial de fabrication de meubles a caractère touristique mortier tam tam à saclo.

## Personnages connus
- Hubert Maga, (1916-2000) a fait une partie de ses études à Bohicon.
- Nicéphore Dieu-Donné Soglo, (1934-) ancien président de la République et natif de Bohicon.
- Abraham Zinzindohoué, (1948-) ancien ministre de la justice.
- Oumar Tchomogo, (1978-) ancien footballeur international.
- Mouritala Ola Ogounbiyi, (1982-) footballeur.
- Oluwa Kêmy (1986-), artiste, autrice-compositrice-interprète, chanteuse béninoise
- Ramou (1987-), autrice-compositrice-interprète
- Jonas Lekpa, marabout de Bohicon.
- Tgang Le Technicien (1995-), chanteur artiste compositeur

## Jumelages
- Commune d'Aiglemont (Ardennes, France) depuis 2010 - Association SAB Jumelage Aiglemont Bohicon
- Jumelage entre le CEG2 et le lycée Émiland Gauthey de Chalon-sur-Saône (France)
- Coopération de la Ville de La Roche-en-Ardenne (Belgique) à un projet de l'Union des Villes et Communes de Wallonie].
- Coopération de la Ville de Zoersel (Belgique) à un projet de l'Union des Villes et Communes de Flandre.